# Kota Lekat Ilir
Kota Lekat Ilir is een bestuurslaag in het regentschap Bengkulu Utara van de provincie Bengkulu, Indonesië. Kota Lekat Ilir telt 900 inwoners (volkstelling 2010).